# Myristica sangowoensis
Espèce
Statut de conservation UICN

 LC  : Préoccupation mineure
Myristica sangowoensis est une espèce de plantes de la famille des Myristicaceae.

## Publication originale
- Blumea 35: 254. 1990.